# Adota maritima
Adota maritima (лат.) — вид жуков-стафилинид рода Adota трибы Athetini из подсемейства Aleocharinae. Северная Америка (тихоокеанское морское побережье от Аляски до Калифорнии: Канада, США).

## Описание
Мелкие коротконадкрылые жуки, длина тела 2,5—3,2 мм. Тело черное с темно-коричневыми ногами и светло-коричневыми лапками. Поверхность головы матовая, с сильной и плотной изодиаметрической микроскульптурой, с мелкой пунктировкой, расстояние между точками в 1—2 раза больше их диаметра. Лоб с более редкой пунктировкой, у обоих полов с продольным вдавлением. Adota maritima очень похожа на Ad. gnypetoides, но отличается от нее более крупным размером тела, более длинными усиковыми сегментами, более широкой вершиной срединной доли, задним краем тергита 8 самца, выемчатым медиально, и более крупной сперматекой.

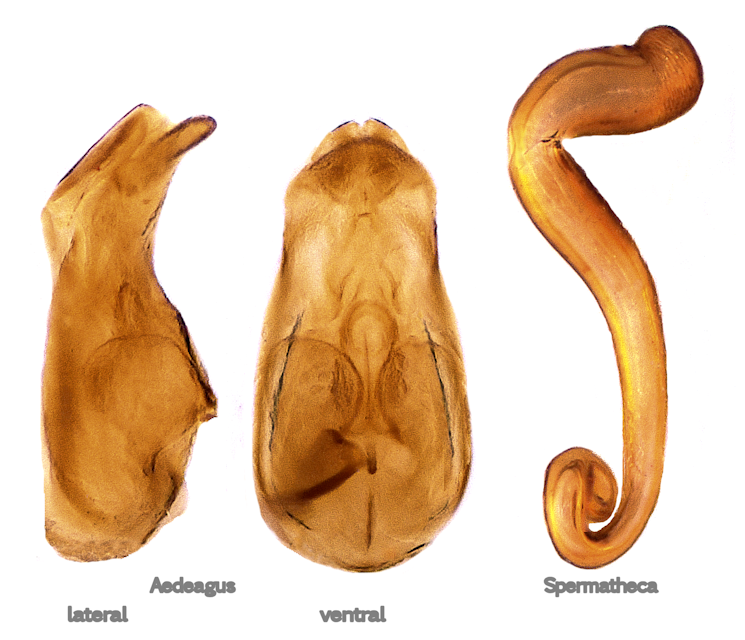
Эдеагус и сперматека самки